# Metalograficzne badania mikroskopowe
Metalograficzne badania mikroskopowe – wykonane są w celu zbadania
mikrostruktury metali przeprowadza się najczęściej za pomocą mikroskopu optycznego, stosując powiększenia od około 20 – 1800 - krotnych. Stosowany do badań metali mikroskop, zwany mikroskopem metalograficznym, różni się od powszechnie znanych mikroskopów biologicznych, gdyż umożliwia obserwacje próbki w świetle odbitym od jej powierzchni. Wynika to stąd, że próbki metali – nawet najcieńsze – są nieprzeźroczyste i nie można dlatego stosować do ich oświetlania światła przechodzącego przez preparat. Stąd konieczność szlifowania i polerowania powierzchni metalu do lustrzanego połysku. Próbkę metalu przygotowaną do obserwacji mikroskopowych nazywamy szlifem lub zgładem metalograficznym.
Szlifowanie i polerowanie powoduje zawsze pewne zniekształcenia cienkiej warstewki powierzchniowej. W niektórych przypadkach utrudnia to lub nawet uniemożliwia obserwację właściwej struktury metalu. Dlatego coraz częściej stosuje się polerowanie elektrolityczne. Katodę stanowi płytka z blachy kwasoodpornej, szlif zaś, umieszczony w odległości od 5 – 6 mm od katody, łączy się z dodatnim biegunem prądu. Przy odpowiednio dobranych warunkach (napięcie, gęstość prądu, skład elektrolitu, temperatura) w ciągu mniej więcej kilkudziesięciu sekund otrzymujemy wypolerowaną próbkę o niezniekształconej powierzchni.
Na wypolerowanej powierzchni metalu można obserwować tylko niektóre składniki struktury, różniące się znacznie współczynnikiem odbicia światła, np.: grafit czy też wtrącenia niemetaliczne. Dla ujawnienia ziaren metalu konieczne jest wytrawienie zgładu. Odczynniki trawiące atakują przede wszystkim granice ziaren. Padające światło ulega wtedy rozproszeniu i w mikroskopie obserwujemy granice ziaren, jako ciemne linie. Powierzchnia poszczególnych ziaren tej samej fazy może się wytrawić silniej lub słabiej, zależnie od ich orientacji krystalograficznej w stosunku do powierzchni zgładu. Przy obserwacji przez mikroskop ziarna o bardziej wytrawionej powierzchni silniej rozpraszają padające światło i wydają się przez to ciemniejsze. Jeżeli mamy do czynienia ze stopem składającym się z różnych faz, to najczęściej następuje silniejsze wytrawienie jednej z nich w porównaniu z drugą, co umożliwia rozróżnienie ich pod mikroskopem.
Odczynniki służące do trawienie szlifów metalograficznych są bardzo różnorodne, dostosowane do poszczególnych gatunków stali i ich stopów. Najczęściej stosowanym w praktyce odczynnikiem do badań stopów żelazo – węgiel jest 4% roztwór kwasu azotowego w alkoholu etylowym, zwany Nitalem. Inną, popularną nazwą tego odczynnika jest "Azotal". Stężenie kwasu może być różne w zależności od potrzeb. Standardowo wytwarza się roztwór 4 - 5 procentowy, jednak najczęściej jest stosowany w mniejszym stężeniu 2 - 3%. Przy mniejszym stężeniu czas trawienia jest dłuższy, jednak ryzyko przetrawienia mniejsze. Inne częściej stosowane odczynniki podane są w normach polskich: PN – 65/H – 04503 „Odczynniki do badania mikrostruktury stopów żelaza” i PN – 75/H – 04512 „metale nieżelazne". Odczynniki do ujawniania mikrostruktury”. Oprócz trawienia chemicznego stosuje się coraz częściej trawienie elektrolityczne. Gotowe zgłady przechowuje się w eksykatorach z chlorkiem wapnia lub pięciotlenkiem fosforu, aby uniknąć korozji.
Do badań metaloznawczych najczęściej stosuje się mikroskop Le Chateliera ze skierowanym ku górze obiektywem, nad którym umieszczony jest stolik przedmiotowy. Pozwala to na wygodną obserwację próbek o nieregularnym kształcie. Oświetlenie powierzchni próbki następuje za pomocą oświetlacza poprzez obiektyw mikroskopu. Nowoczesne mikroskopy metalograficzne zaopatrzone są z reguły w urządzenia do fotografowania obserwowanych struktur. Zasadnicze elementy optyczne mikroskopu to: oświetlacz, obiektyw i okular. Zadaniem oświetlacza jest skierowanie na powierzchnię próbki dostatecznie silnej i równomiernej wiązki światła. Źródłem światła może być żarówka stosowana zwykle przy obserwacji, lampa łukowa lub ksenonowa czy rtęciowa, stosowane przy wykonywaniu fotografii. Aby zapewnić równomierne oświetlenie całej obserwowanej powierzchni próbki, wiązka światła przechodzi przez szereg przesłon i soczewek oraz filtrów barwnych. Cały ten układ jest umieszczony w uchwycie prostopadle do osi optycznej mikroskopu. Wiązka światła, wychodząca z oświetlacza, pada w tubusie mikroskopu na płytkę płaskorównoległą, która odbija część promieni i przez obiektyw mikroskopu kieruje ku powierzchni zgładu. Pozostała część promieni przechodzi przez płytkę i jest pochłaniana przez ściankę tubusu. Promienie odbite od zgładu przechodzą powtórnie przez obiektyw i płytkę i trafiają do okularu. Zamiast płytki płaskorównoległej można stosować pryzmat. Pryzmat daje jaśniejsze światło niż płytka, lecz pogarsza nieco jakość obrazu (zmniejsza zdolność rozdzielczą); stosowany jest głównie przy powiększeniach mniejszych niż 500 – krotne.
Zarówno płytka, jak i pryzmat (w mniejszym stopniu) dają oświetlenie prawie prostopadłe do powierzchni szlifu. W niektórych badaniach korzystne jest stosowanie oświetlenia skierowanego skośnie do zgładu. Ujawniają się wtedy pewne szczegóły niewidoczne lub słabo widoczne przy świetle prostopadłym. Tego rodzaju obserwację nazywamy obserwacją w ciemnym polu. Nazwa pochodzi stąd, że gładka powierzchnia szlifu jest w mikroskopie ciemna, a jedynie miejsca wystające lub wklęsłe widoczne są jako jasne linie lub punkty. Do obserwacji w ciemnym polu stosuje się w oświetlaczu specjalną przysłonę pierścieniową, a zamiast płytki płaskorównoległej – lustro pierścieniowe. Promienie odbite od tego lustra trafiają do specjalnego pierścieniowego zwierciadła paraboliczne, które kieruje wiązkę światła skośnie na powierzchnię szlifu. Przy obserwacji w polu ciemnym jak gdyby negatyw obrazu jasnego – elementy, które tam były widoczne jako jasne tu są ciemne i na odwrót. Można dzięki temu łatwiej zaobserwować pewne szczegóły trudno dostrzegalne w polu jasnym. W niektórych przypadkach np.: przy badaniu wtrąceń niemetalicznych w metalu, potrzebne jest światło spolaryzowane. Umieszcza się wówczas w korpusie oświetlacza polaryzator, a w tubusie mikroskopu, przed okularem, analizator. Przy dużych powiększeniach, rzędu 2000 razy, można zwiększyć kontrast oglądanych elementów mikrostruktury, stosując obiektywy do immersji i olejki immersyjne.